# Ridgeciano Haps
Ridgeciano Delano Leandro Haps (* 12. června 1993) je surinamský profesionální fotbalista, který hraje na pozici levého obránce za italský klub Benátky FC. Narodil se v Nizozemsku, ale hraje za surinamský národní tým.

## Klubová kariéra
Haps se narodil v Utrechtu a má surinamský původ. Prošel mládežnickým systémem AZ Alkmaaru a později se ukázal jako velmi důležitý člen svého týmu v Eredivisie.
V létě 2017 se připojil k Feyenoordu. Dne 22. dubna 2018 vyhrál s klubem KNVB Cup.
Dne 31. srpna 2021, poté, co měl odehráno přesně 100 soutěžních zápasů za Feyenoord, se Haps stal členem klubu Serie A Benátky FC. V domácím zápase 12. kola Haps akrobaticky zneškodnil hlavičku Eldora Šomurodova na brankové čáře proti AS Řím. Šlo o důležitý moment, protože ve zbytku druhého poločasu převzali otěže hry domácí.
Dne 31. ledna 2023 Haps přestoupil do Janova s opcí na koupi. Dne 29. srpna 2023 bylo jeho hostování obnoveno na sezónu 2023/24.

## Reprezentační kariéra
Dne 4. června 2021 Haps debutoval na mezinárodní scéně za Surinam proti Bermudám. Připsal si i asistenci při vítězství 6:0. O několik týdnů později, 25. června, byl povolán na Zlatý pohár CONCACAF 2021.

## Statistiky

### Klubové
Platí k zápasu hranému 15. dubna 2024.
| Klub                        | Sezóna            | Liga              | Liga   | Liga | Národní pohár | Národní pohár | Kontinentální | Kontinentální | Ostatní | Ostatní | Celkově | Celkově |
| Klub                        | Sezóna            | Soutěž            | Zápasy | Góly | Zápasy        | Góly          | Zápasy        | Góly          | Zápasy  | Góly    | Zápasy  | Góly    |
| --------------------------- | ----------------- | ----------------- | ------ | ---- | ------------- | ------------- | ------------- | ------------- | ------- | ------- | ------- | ------- |
| Alkmaar                     | 2013/14           | Eredivisie        | 2      | 0    | 2             | 1             | 1             | 0             | —       | —       | 5       | 1       |
| Alkmaar                     | 2014/15           | Eredivisie        | 18     | 0    | 3             | 0             | —             | —             | —       | —       | 21      | 0       |
| Alkmaar                     | 2015/16           | Eredivisie        | 27     | 3    | 2             | 0             | 7             | 0             | —       | —       | 36      | 3       |
| Alkmaar                     | 2016/17           | Eredivisie        | 30     | 0    | 4             | 0             | 12            | 1             | 3       | 0       | 49      | 1       |
| Alkmaar                     | Celkově           | Celkově           | 77     | 3    | 11            | 1             | 20            | 1             | 3       | 0       | 111     | 5       |
| Go Ahead Eagles (hostování) | 2013/14           | Eredivisie        | 10     | 0    | 0             | 0             | —             | —             | —       | —       | 10      | 0       |
| Feyenoord                   | 2017/18           | Eredivisie        | 23     | 0    | 4             | 0             | 4             | 0             | 1       | 0       | 32      | 0       |
| Feyenoord                   | 2018/19           | Eredivisie        | 9      | 0    | 1             | 0             | 0             | 0             | 0       | 0       | 10      | 0       |
| Feyenoord                   | 2019/20           | Eredivisie        | 16     | 2    | 1             | 1             | 8             | 0             | —       | —       | 25      | 3       |
| Feyenoord                   | 2020/21           | Eredivisie        | 21     | 3    | 2             | 0             | 3             | 1             | 2       | 0       | 28      | 4       |
| Feyenoord                   | 2021/22           | Eredivisie        | 1      | 0    | 0             | 0             | 4             | 0             | —       | —       | 5       | 0       |
| Feyenoord                   | Celkově           | Celkově           | 70     | 5    | 8             | 1             | 19            | 1             | 3       | 0       | 100     | 7       |
| Benátky                     | 2021/22           | Serie A           | 25     | 1    | 0             | 0             | —             | —             | —       | —       | 25      | 1       |
| Benátky                     | 2022/23           | Serie B           | 19     | 1    | 0             | 0             | —             | —             | —       | —       | 19      | 1       |
| Benátky                     | Celkově           | Celkově           | 44     | 2    | 0             | 0             | —             | —             | —       | —       | 44      | 2       |
| Janov (hostování)           | 2022/23           | Serie B           | 5      | 0    | 0             | 0             | —             | —             | —       | —       | 5       | 0       |
| Janov (hostování)           | 2023/24           | Serie A           | 14     | 0    | 2             | 1             | —             | —             | —       | —       | 16      | 1       |
| Janov (hostování)           | Celkově           | Celkově           | 19     | 0    | 2             | 1             | —             | —             | —       | —       | 21      | 1       |
| Celkově v kariéře           | Celkově v kariéře | Celkově v kariéře | 220    | 10   | 21            | 3             | 39            | 2             | 6       | 0       | 286     | 15      |

## Úspěchy
Feyenoord
- KNVB Cup: 2017/18
- Johan Cruyff Shield: 2017, 2018